# André Jaffory
André Jaffory (né le 11 mai 1968) est un athlète français, spécialiste du 400 mètres.

## Carrière
Il se classe troisième du relais 4 × 400 m de la Coupe d'Europe des nations d'athlétisme 1993, en compagnie de Jean-Louis Rapnouil, Pierre-Marie Hilaire et Stéphane Diagana, et remporte avec ces mêmes équipiers la médaille d'or des Jeux méditerranéens de 1983 à Narbonne. Il participe au 4 × 400 m des championnats du monde 1991, à Tokyo, où le relais français est éliminé dès les séries .
Son record personnel sur 400 m, établi le 6 juin 1993 à Heidelberg, est de 46 s 13.